# Casa Sagarra
La Casa Sagarra o Cal Sagarra és un edifici modernista de Pere Caselles i Tarrats construït al carrer de Sant Joan de Reus (Baix Camp). Està protegit com a bé cultural d'interès local.

## Descripció
És un edifici entre mitgeres de planta baixa i quatre pisos. Es destaca una diferenciació entre la planta baixa i l'entresòl i la resta de plantes. El sector de baix de la façana té un primer cos de pedra, la planta baixa, i un segon cos amb decoració floral que emmarca unes parts esgrafiades que representen dos animals fantàstics acompanyats d'elements vegetals. A partir del pis principal, la façana presenta un fons d'estuc que imita carreus regulars de pedra i una rica decoració floral feta amb pedra artificial a les llindes dels balcons. La façana es corona amb una cornisa que alterna motius vegetals i rostres femenins, i es completa amb un tancament del terrat que combina elements d'obra i una barana de forja de ferro. Les baranes dels balcons són de forja amb aplicacions de flors, de disseny molt senzill. La planta baixa es va dedicar des del principi a usos comercials.

## Història
Jaume Sagarra Constantí l'encarregà com a casa d'habitatges a l'arquitecte Pere Caselles, el 1908. El disseny de la façana sembla un precedent, encara que amb nivells d'acabat inferiors, de la casa Tomàs Jordi, al carrer de Llovera, construïda un any després pel mateix arquitecte.